# Griego antiguo
El nombre genérico de griego antiguo (autoglotónimo: Ἀρχαία Ἑλληνικὴ γλῶσσα/γλῶττα [Archaia Hĕllēnikḗ glṓssa / glṓtta]; griego moderno: Αρχαία ελληνική γλώσσα o Αρχαία ελληνικά; Lingua Palaeograeca o Lingua Graeca antiqua en latín), se refiere a todas las lenguas, dialectos y variantes de la lengua griega hablados durante la Antigüedad: griego homérico, arcaico, clásico, helenístico, dórico, jónico, ático, entre otros, sin hacer distinción entre ellos. Es un lapso de tiempo que, a grandes rasgos, suele dividirse en los siguientes períodos: micénico (c. 1400-1200 a. C.), Edad Oscura (c. 1200-800 a. C.), período arcaico o épico (c. 800-500 a. C.) y período clásico (c. 500-300 a. C.). Abarca del año 1500 a. C. hasta el 300 a. C. aproximadamente.
Originalmente dividido en varias ramas dialectales, durante el periodo helenístico predominó una variedad común del idioma denominada koiné. Desde la Edad Media dio lugar a una lengua llamada griego moderno.
El griego antiguo es la lengua de muchas grandes obras literarias, entre ellas los poemas homéricos y el Nuevo Testamento. Ha tenido una gran influencia en muchas de las lenguas modernas de la actualidad, a través, principalmente, del latín.

## Origen
El griego pertenece a la familia lingüística indoeuropea, cuyas lenguas derivan de una hipotética lengua madre, el indoeuropeo, que era hablado en una gran extensión de territorio de Europa y Asia antes del segundo milenio a. C. Una de las teorías sobre la formación del griego lo explica por inmigraciones masivas que llegaron hasta el sur de los Balcanes en torno al siglo XX a. C. Estos inmigrantes indoeuropeos habrían tomado algunos elementos de las lenguas de los pueblos prehelénicos que hablaban los habitantes que ya se encontraban allí cuando ellos llegaron.

### Historia
Los orígenes, la forma temprana y el desarrollo de la familia lingüística helénica no se conocen bien debido a la falta de pruebas contemporáneas. Existen varias teorías sobre los grupos dialectales helénicos que pudieron existir entre la divergencia del habla griega primitiva de la lengua protoindoeuropea común y el periodo clásico. Tienen el mismo esquema general, pero difieren en algunos detalles. El único dialecto atestiguado de este periodo es el Griego micénico, pero su relación con los dialectos históricos y las circunstancias históricas de la época implican que los grupos generales ya existían de alguna forma.
Los eruditos asumen que los principales grupos dialectales del periodo griego antiguo se desarrollaron no más tarde del 1120 a. C., en la época de la invasión dóricas-y que sus primeras apariciones como escritura alfabética precisa comenzaron en el siglo VIII a. C. La invasión no sería "doria" a menos que los invasores tuvieran alguna relación cultural con los dorios históricos. Se sabe que la invasión desplazó población a las regiones ático-iónicas posteriores, que se consideraban descendientes de la población desplazada por los dorios o enfrentada a ellos.
Los griegos de esta época creían que había tres divisiones principales de todo el pueblo griego: los dorios, los eolios y los jonios (incluidos los atenienses), cada uno con sus propios dialectos definitorios y distintivos. Esta división de pueblos y lenguas se asemeja bastante a los resultados de la investigación arqueolingüística moderna, si se tiene en cuenta que los griegos no tenían en cuenta el arcadio, un oscuro dialecto de montaña, ni el chipriota, alejado del centro de la erudición griega.
Una formulación estándar para los dialectos es:
| Occidentales Dórico Dórico N.O. Dórico aqueo | Centrales Eólico Arcadochipriota | Orientales Ático Jónico |

| Occidentales Dórico Dórico N.O. Dórico aqueo | Oriental Ático-Jónico |

- Grupo occidental
  - Griego del noroeste
  - Dórico
- Grupo eólico
  - Eólico Egeo/Asiático
  - Tesalia
  - Beocio
- Grupo jónico-ático
  - Ático
  - Iónico
    - Eubea y colonias en Italia
    - Cicládico
    - Jónico asiático
- Griego arcadochipriota
  - Arcadio
  - Chipriota

El griego occidental frente al griego no occidental es la división más marcada y temprana, con el griego no occidental en subconjuntos de jónico-ático (o ático-iónico) y eólico frente a arcadocipriota, o eólico y arcadocipriota frente a jónico-ático. A menudo se denomina "griego oriental" al no occidental.
Al parecer, el arcadochipriota desciende más estrechamente del griego micénico de la Edad del Bronce.
El griego beocio había caído bajo una fuerte influencia griega del noroeste, y en algunos aspectos puede considerarse un dialecto de transición, como se ejemplifica en los poemas del poeta beocion Píndaro que escribió en dórico con una pequeña mezcla eólica. Tesalio también había caído bajo la influencia griega del noroeste, aunque en menor grado.
El griego panfilio, hablado en una pequeña zona de la costa suroccidental de Anatolia y poco conservado en inscripciones, puede ser o bien un quinto grupo dialectal importante, o bien se trata de un griego micénico superpuesto por el dórico, con una influencia nativa no griega.

## Dialectos

Extensión de los dialectos griegos antiguos
1 a 4: eólico
5: jónico y 6: ático
7 a 14: dórico
15 a 18: noroccidental
19 a 21: arcado-chipriota

En la Edad del Bronce fueron surgiendo diversos dialectos del griego, aunque no se conoce con precisión ni cómo se produjo la fragmentación ni cómo estuvieron distribuidos en este periodo. Es a partir de la época histórica (siglo VIII a. C.) cuando se puede establecer un panorama de la distribución dialectal. Si bien estos dialectos eran mutuamente comprensibles, había diferencias fonológicas y gramaticales sistemáticas entre ellos.
Entre las variantes arcaicas griegas (Αρχαιοελληνικές διάλεκτοι) registradas se encuentran:
- El panfilio, también considerado μιξοβάρβαρος (semibárbaro) por los griegos de la madre patria, hablado en la costa de Panfilia; y efectivamente contaminado por las influencias extraídas de la lengua epicórica no griega.
- El dialecto noroccidental, hablado en el Peloponeso del noroeste, la Grecia central y Epiro; aunque los griegos consideraban μιξοβάρβαρος (‘semibárbara’) a la lengua de las regiones periféricas del noroeste.
- El dórico, hablado en el Peloponeso del sureste, Creta y la Doria microasiática; además de ser la lingua franca en la colonia itálica de Magna Grecia.
- El eólico, hablado en Tesalia, Beocia, las Islas Cicládas septentrionales, la isla de Lesbos y, en menor medida, en la Eolia microasiática.
- El arcado-chipriota, último reducto del griego micénico, propio de los descendientes de los refugiados micénicos sobrevivientes de la Edad Oscura asentados en Arcadia y en la isla de Chipre. No se debe confundir con el grecochipriota actual.
- El jónico-ático, hablado en las islas Egeas, la Jonia microasiática, las colonias jónicas de ultramar y en el Ática (la región de Atenas).
  - El griego homérico, es una variante del griego empleada por Homero en la Ilíada y la Odisea, basado principalmente en el dialecto jónico.

### Dórico
El Δωρική διάλεκτος fue un dialecto griego que sustituyó al arcado-chipriota en la mayor parte del Peloponeso. Probablemente se introdujo en la península griega desde los Balcanes durante las emigraciones de los dorios (en torno al 1150 a. C.). Se hablaba también en las islas Cícladas del Sur, la de Creta, las colonias dorias de Asia Menor, Sicilia e Italia.

### Eólico
Originario de la región de Tesalia y Beocia, el Αιολική διάλεκτος fue llevado por colonos a la región de Eolia. Fue la lengua en la que escribieron sus poemas Alceo y Safo, y Teócrito, en tres de los Idilios. Se piensa que los hablantes de eólico representan la segunda ola migratoria de griegos (helenos) desde Europa central.

### Arcado-chipriota
En lo que respecta al dialecto arcadio-chipriota (Αρκαδοκυπριακή διάλεκτος), éste desciende de la lengua que se hablaba en el Peloponeso durante la época micénica. Perduró en la región de Arcadia, que se vio libre de la llamada invasión doria, y fue llevado a Chipre por colonos arcadios. No se usó en obras literarias. El chipriota moderno, hablado por los grecochipriotas, no tiene su origen en el arcadio-chipriota, más bien se deriva de la koiné, que llegó a Chipre y fue sustituyendo al dialecto originario.

### Jónico-ático
Por su parte, el Ἰωνικὴ διάλεκτος (subdialecto jónico) se hablaba en la región de Jonia, las islas del centro del Egeo y la isla de Eubea. Algunos autores consideran al Ἀττικὴ διάλεκτος (subdialecto ático) como derivado del jónico; otros lo ven como un dialecto aparte, que fue influido por el habla de los jonios. Se hablaba en la región del Ática. Con mucha diferencia, el Ἀττικὴ Ἑλληνική es el dialecto más usado en la literatura griega arcaica y clásica. Fue la modalidad más fecunda en lo que a producción literaria y filosófica se refiere, por lo que se convirtió en la base del griego clásico, el que se enseña como modelo por excelencia de la lengua griega.

## Koiné
En el periodo helenístico triunfó una variedad del griego que había evolucionado a partir del dialecto ático. Esta variedad del griego, denominada Κοινὴ ɣλῶσσα (lengua común), se extendió por amplias zonas del Mediterráneo oriental y perduró a lo largo de la época romana y durante los primeros siglos del periodo bizantino. Es la principal lengua en la que se escribió el Nuevo Testamento bíblico.

## Descripción lingüística
En esta sección se describe básicamente la forma estandarizada de griego antiguo conocida como griego clásico o griego ático.

### Fonología
La siguiente tabla recoge los sonidos consonánticos del griego clásico y sus grafías.
|                   | labial | apico- alveolar | velar  | glotal |
| ----------------- | ------ | --------------- | ------ | ------ |
| oclusiva aspirada | pʰ ⟨φ⟩ | tʰ ⟨θ⟩          | kʰ ⟨χ⟩ |        |
| oclusiva sorda    | p ⟨π⟩  | t ⟨τ⟩           | k ⟨κ⟩  | ∅ ⟨᾽⟩  |
| oclusiva sonora   | b ⟨β⟩  | d ⟨δ⟩           | g ⟨γ⟩  |        |
| africada          |        | d͡z ⟨ζ⟩          |        |        |
| fricativa         |        | s ⟨σ, ς⟩        |        | h ⟨῾⟩  |
| líquida           |        | l, ɾ/r ⟨λ, ρ⟩   |        |        |
| nasal plana       | m ⟨μ⟩  | n ⟨ν⟩           |        |        |

En cuanto a las vocales existe oposición de cantidad.

### Morfología
El griego clásico es una lengua flexiva y fusionante que posee tanto flexión nominal (declinación) como flexión verbal (conjugación).
Los nombres y adjetivos en griego clásico (Κλασική Ελληνική) distinguen formas según tres géneros (masculino, femenino y neutro), tres números (singular, dual y plural) y cinco casos (nominativo, vocativo, acusativo, genitivo y dativo-ablativo). Desde el punto de vista de la declinación del nombre, los nombres se agrupan en tres tipos principales o "declinaciones" (con algunos subtipos en cada tipo principal), donde la adscripción de un nombre a uno de estos tres tipos depende fundamentalmente del tema o fonema final de la raíz.
El verbo presenta una complejidad morfológica aún mayor que el nombre. La conjugación distingue entre cuatro modos propiamente dichos (indicativo, subjuntivo, optativo e imperativo), además de formas no personales como el infinitivo y el participio. Además según el modo pueden llegar a distinguirse hasta seis tiempos verbales (presente, pasado imperfecto, pasado perfecto, pasado pluscuamperfecto, futuro y aoristo) que realmente combinan; estos tiempos en realidad son combinaciones de lo que en lingüística se denomina propiamente tiempo gramatical y aspecto gramatical. Además de todas las distinciones anteriores el griego clásico distingue entre tres voces (activa, pasiva y media o medio-pasiva).

### Sintaxis
El alineamiento morfosintáctico del griego es como el de la mayoría de lenguas indoeuropeas antiguas de tipo nominativo-acusativo. También muestra como estas una tendencia al orden básico SOV a pesar de que usa preposiciones y frecuentemente presenta estructuras con núcleo inicial (en lugar de núcleo final y postposiciones como frecuentemente sucede en las lenguas SOV).
El orden sintáctico es de todas maneras bastante libre y muy dependiente de factores pragmáticos y estilísticos. Aunque ciertos determinantes como los artículos preceden siempre al nombre o las adposiciones preceden siempre al nombre (es decir, son preposiciones).